# 13 Egeria
Egeria (dal latino Ēgeria, originariamente chiamato Egeria Ferdinandea, catalogato secondo la designazione asteroidale come 13 Egeria) è un grande asteroide della fascia principale.
Egeria Ferdinandea fu scoperto da Annibale de Gasparis il 2 novembre 1850 all'Osservatorio astronomico di Capodimonte, a Napoli. Fu battezzato così da Urbain Le Verrier (colui che aveva scoperto Nettuno) su richiesta dello stesso de Gasparis. Egeria era una dea (o una ninfa, a seconda delle fonti) protettrice delle nascite e delle sorgenti, venerata ad Aricia, l'antica Ariccia, comune nell'area dei Castelli Romani, divenuta moglie di Numa Pompilio, secondo re di Roma.
Di Egeria è stata osservata un'occultazione stellare l'8 gennaio 1992; l'evento ha fornito informazioni sulla forma dell'asteroide, piuttosto circolare (le misurazioni del disco hanno fornito 217 × 196 km).